# 小柳勇
小柳 勇（こやなぎ いさむ、1912年（明治45年）1月4日 - 2005年（平成17年）12月11日）は、昭和期の政治家。参議院議員（5期、日本社会党）。

## 経歴
熊本県出身。1958年（昭和33年）、参議院福岡県地方区補欠選挙に出馬し初当選。1986年（昭和61年）まで連続5回当選。1982年（昭和57年）から1986年（昭和61年）まで社会党副委員長を務めた。
1991年（平成3年）春の叙勲で勲一等旭日大綬章受章。
2005年（平成17年）12月11日、老衰のため福岡県内の病院で死去、93歳。

## 人物
新東京国際空港（現成田国際空港）の一坪共有地の名義人の1人であった。
画家としても知られ議員引退後の1987年（昭和62年）2月25日、RKB毎日放送テレビの『情報BOX』に取り上げられた。

## 選挙歴
| 当落                        | 選挙                     | 施行日        | 選挙区       | 政党       | 得票数  | 得票率 | 得票順位 /候補者数 | 比例区 | 比例順位 /候補者数 |
| --------------------------- | ------------------------ | ------------- | ------------ | ---------- | ------- | ------ | ------------------ | ------ | ------------------ |
| 当                          | 第4回参議院議員補欠選挙  | 1958年8月24日 | 福岡県地方区 | 日本社会党 | 559,417 | 53.8   | 1/2                | -      | -                  |
| 当                          | 第6回参議院議員通常選挙  | 1962年7月1日  | 福岡県地方区 | 日本社会党 | 293,806 | 20.3   | 2/6                | -      | -                  |
| 当                          | 第8回参議院議員通常選挙  | 1968年7月7日  | 福岡県地方区 | 日本社会党 | 421,469 | 24.2   | 1/6                | -      | -                  |
| 当                          | 第10回参議院議員通常選挙 | 1974年7月7日  | 福岡県地方区 | 日本社会党 | 537,328 | 25.7   | 1/5                | -      | -                  |
| 当                          | 第12回参議院議員通常選挙 | 1980年6月22日 | 福岡県地方区 | 日本社会党 | 574,363 | 25.6   | 2/6                | -      | -                  |
| 当選回数5回 （参議院議員5） |                          |               |              |            |         |        |                    |        |                    |